# Kurna
Kurna (arabsko القرنة, latinizirano: al-Qurnah), kar pomeni 'povezava' v arabščini) je mesto v južnem Iraku približno 74 km severozahodno od Basre, ki leži znotraj konglomerata Nahairat. Kurna je ob sotočju rek Tigris in Evfrat, ki tvori vodno pot Šat el Arab. Lokalna legenda trdi, da je bila Kurna prvotno mesto svetopisemskega raja, edenskega vrta in lokacije drevesa spoznanja.

## Zgodovina
Lokalna legenda pravi, da je bila Kurna mesto rajskega vrta in mesto, ki ga je zgradil general Selevk I. Nikator. Starodavno drevo se slavi lokalno in se turistom prikazuje kot dejansko drevo spoznanja Svetega pisma. Drevo je pred časom odmrlo in posajena so bila nadomestna drevesa. Ezrova grobnica je prav tako opisana v bližini in najdena gorvodno ob reki Tigris.
Leta 1855 je bila Kurna kraj katastrofe, v kateri so lokalna plemena napadla in potopila konvoj ladij in splavov, ki so prevažale 240 zabojev starin, ki jih je odkrila misija Victorja Placea v Khorsabadu, Rawlinsonova v Kujunjik in Fresnelova v Babilonu. Izguba neprecenljivih starin je bila pomembna katastrofa za tiste, ki so raziskovali starine v regiji. Kasnejša prizadevanja za pridobitev starin, izgubljenih v katastrofi Qurnah, vključno z japonsko ekspedicijo v letih 1971-2, so bila večinoma neuspešna.
Mesto je doživelo bitko pri Kurni med mezopotamsko kampanjo prve svetovne vojne, ko so Britanci premagali osmanske čete, ki so se umaknile iz Basre leta 1914. Bitka pri Kurni je zavarovala britansko fronto v južni Mezopotamiji in s tem zaščitila Basro in naftne rafinerije v Abadanu v Perziji (danes Iran).
Leta 1977 je Thor Heyerdahl s trstičnim čolnom odplul iz Kurne, da bi pokazal, da je bila selitev med Mezopotamijo in civilizacijo v dolini Inda mogoča. Potovanje se je izkazalo za zapleteno zaradi vojn v regiji in plovilo se je na koncu izgubilo pri Džibutiju.
Po prvi zalivski vojni (1991) je iraška vlada pod Sadamom Huseinom preusmerila rečno vodo stran od lokalnih močvirij, kar je povzročilo njihovo popolno izsušitev. Mokrišča so se od takrat skrčila na 58 % njihovega prvotnega obsega in predvidevajo, da bodo padla pod 50 %. Ta izguba je bila tudi posledica turške in iranske zajezitve rek Tigris in Evfrat. ZN so poročali, da se je skupna količina teh rek zmanjšala za 60 %. Zaradi tega razvoja naj bi bilo območje bolj ranljivo za degradacijo in dezertifikacijo.

## Najnovejši dogodki
Turistični hotel Qurnah ob reki je bil zgrajen v obdobju Ba'atha za spodbujanje turizma v regiji.
Otok Majnoon blizu Kurne je središče za proizvodnjo nafte velikanskega naftnega polja Majnoon. Območje je bilo zgrajeno iz peščenih sipin in blata, da bi ustvarili poti za naftovode. Otok je med iransko-iraško vojno zadrževala iranska vojska, preden je bilo razporejeno iraško kemično orožje.
Od začetka ameriške invazije na Irak leta 2003 naj bi bile razmere v mestu že slabe. Razpokani pločniki in strelne luknje v lokalnih posestvih, plenjenje lokalne bolnišnice in slabo stanje drevesa spoznanja  so povzročili, da je vrnitev turizma na območje izziv. Lokalne gospodarske, okoljske in socialne razmere v okrožju Kurna so bile od takrat opisane kot krhke.

## Galerija
- Kmetija zunaj Kurne
- Svetišče
- Ezrova grobnica v Kurni
- Splavi, ki se uporabljajo za prevoz po reki Tigris
- Upodobitev splavov (Keleks), natovorjenih s starinami, ki so se leta 1855 potopile blizu Kurne (Victor Place, 1867)